# Colla voche
Colla voche è un album del Tenore e Cuncordu de Orosei e del compositore e violoncellista Ernst Reijseger, registrato fra il 1 e il 5 settembre del 1998 nella  Chiesa di San Pietro a Galtelli (Sardegna) e
pubblicato nel 1999 dalla Winter & Winter; è una raccola di canti tradizionali sardi, di composizioni di Ernst Reijseger e canti religiosi.
Libera me (liturgia)

## Tracce
1. "Libera me, Domine" (Tradizionale) - 6:19
2. "Nanneddu meu" (Peppino Mereu, Tonino Puddu) - 6:34
3. "Strabismo di Venere" - Ernst Reijseger - 6:53
4. "Armonica" (Tradizionale) - 4:38
5. "A una rosa (Voche 'e notte antica)" (Tradizionale) - 10:18
6. "Trumba" - Ernst Reijseger - 4:46
7. "Colla voche" - Ernst Reijseger - 5:08
8. "Su puddhu (Balla Turturinu)" (Tradizionale) - 5:34
9. "Su bolu 'e s'Astore" (Tonino Puddu) - 3:30
10. "Dillu" (Tradizionale) - 3:59

## Formazione
- Ernst Reijseger - cello, voce
- Patrizio Mura - vocals (voche), armonica, trunfa
- Massimo Roych, Piero Pala - vocals (voche, mesuvoche)
- Gianluca Frau, Martino Corimbi - vocals (contra)
- Mario Siotto, Salvatore Dessena - vocals (bassu)
- Alan "Gunga" Purves - percussioni